# 墨書土器

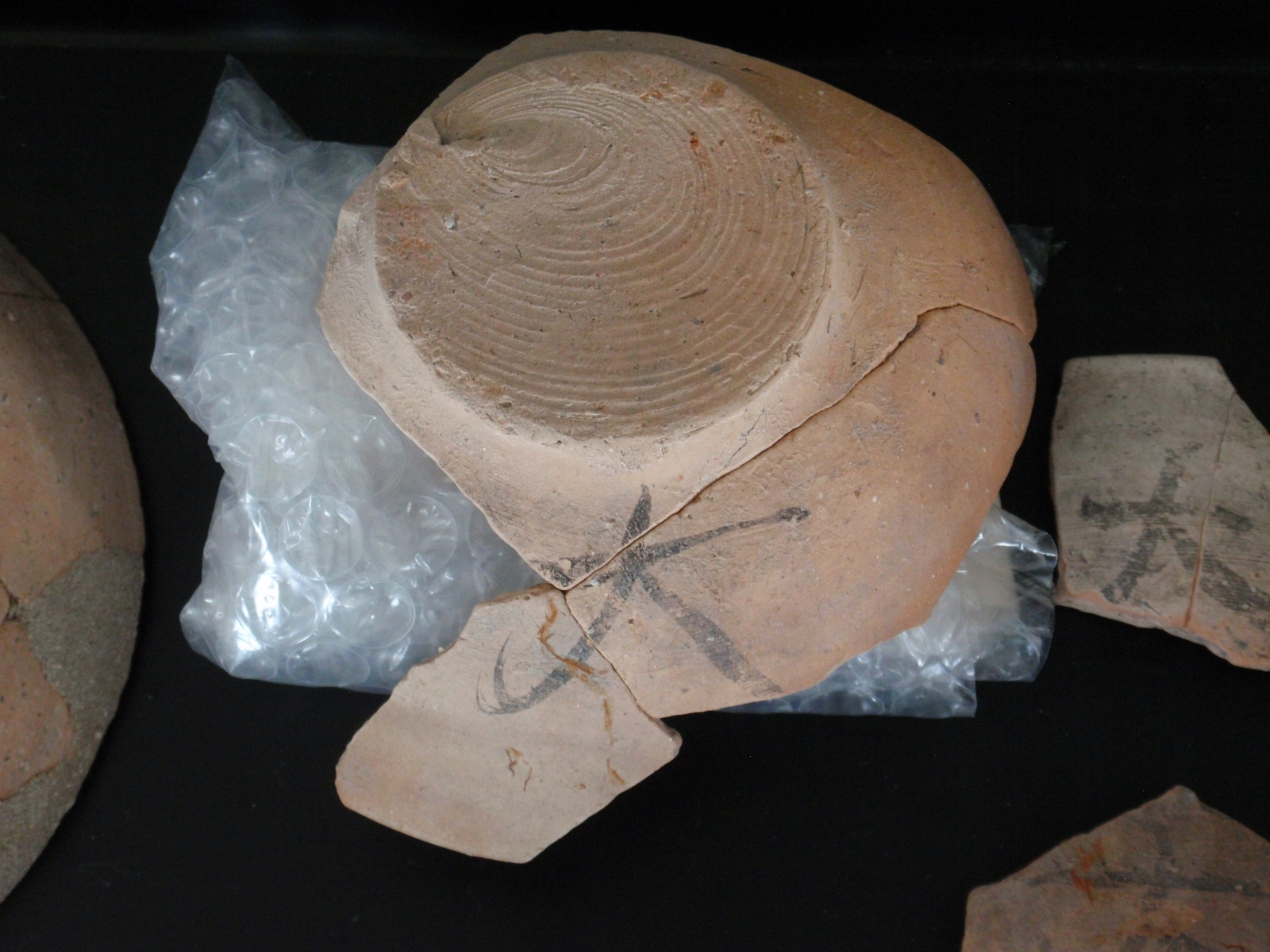
秋田県大仙市半在家遺跡（はんざけいせき）出土の墨書土器。

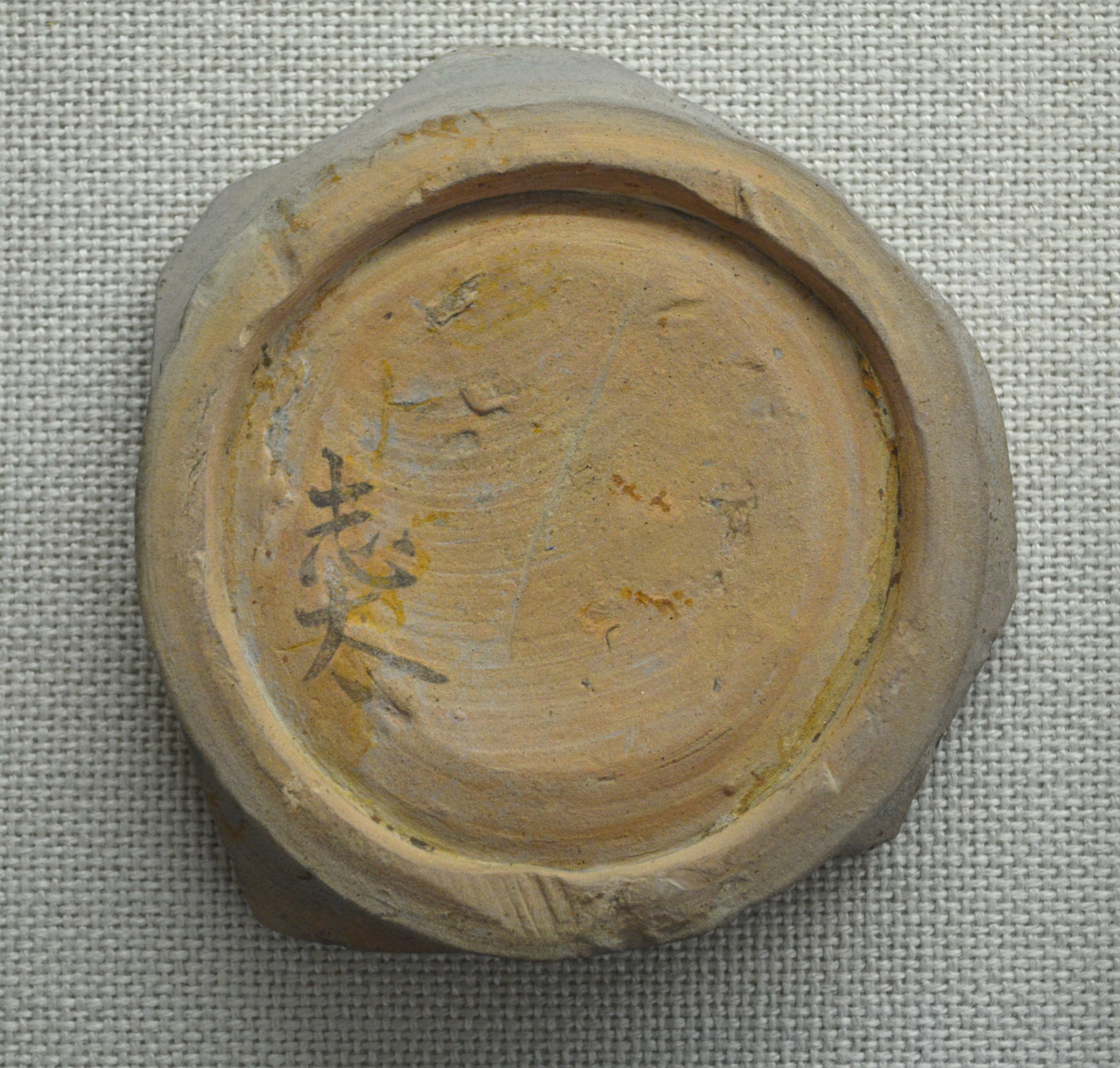
志太郡衙跡出土の「志太」墨書銘土器。

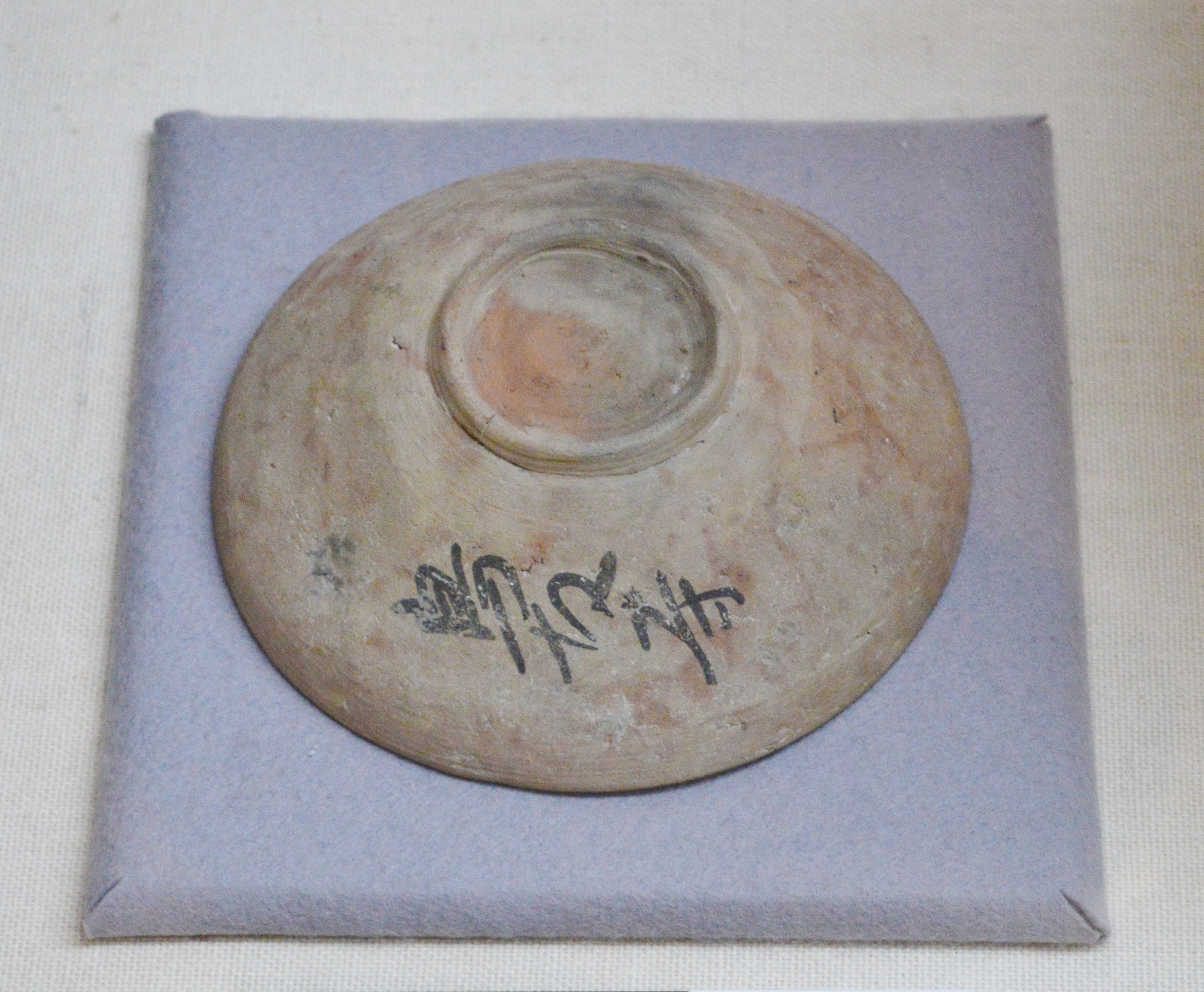
鳥坂寺跡出土の「鳥坂寺」銘墨書土器。

墨書土器（ぼくしょどき）とは、古代日本において、漢字などの文字や道教の符号などの記号・絵を土器の表面に墨で書き記したもの。広義では土器の焼成前後に篦や釘などを用いて記した刻書土器（こくしょどき）も含める。

## 概要
古代において製造・使用されたものが多く、木簡や漆紙文書、文字瓦とならんで貴重な出土文字資料となる。墨書は主に奈良・平安時代の土師器や須恵器に見られ、東海地方で焼かれた瓷器（灰釉陶器）にも存在する。組織や官職、地名、人名など、所有者に関する情報や目的・用途などが記されているものが多く、仏寺や祭祀・儀礼に関連したものや廃棄後に習書用に転用されたものなども含まれている。なお、須恵器よりも吸水性の高い土師器の方が墨との相性から習書用として用いられた。
奈良時代の平城京などでは、人面が書かれた人面墨書土器が作られ、疫病神や鬼神を外に出す厄除けとして水に流されたとされる。
中世・近世においても墨書・刻書された陶磁器は存在しているが、日本列島において儀式・信仰に関係する墨書土器は10世紀以降に姿を消す。墨書土器が姿を消す10世紀半ばには庶民の間に土俗性を有した浄土教が流行し、古代から中世にかけての信仰形態の変化が墨書土器が消失した要因であると考えられている。

## ギャラリー

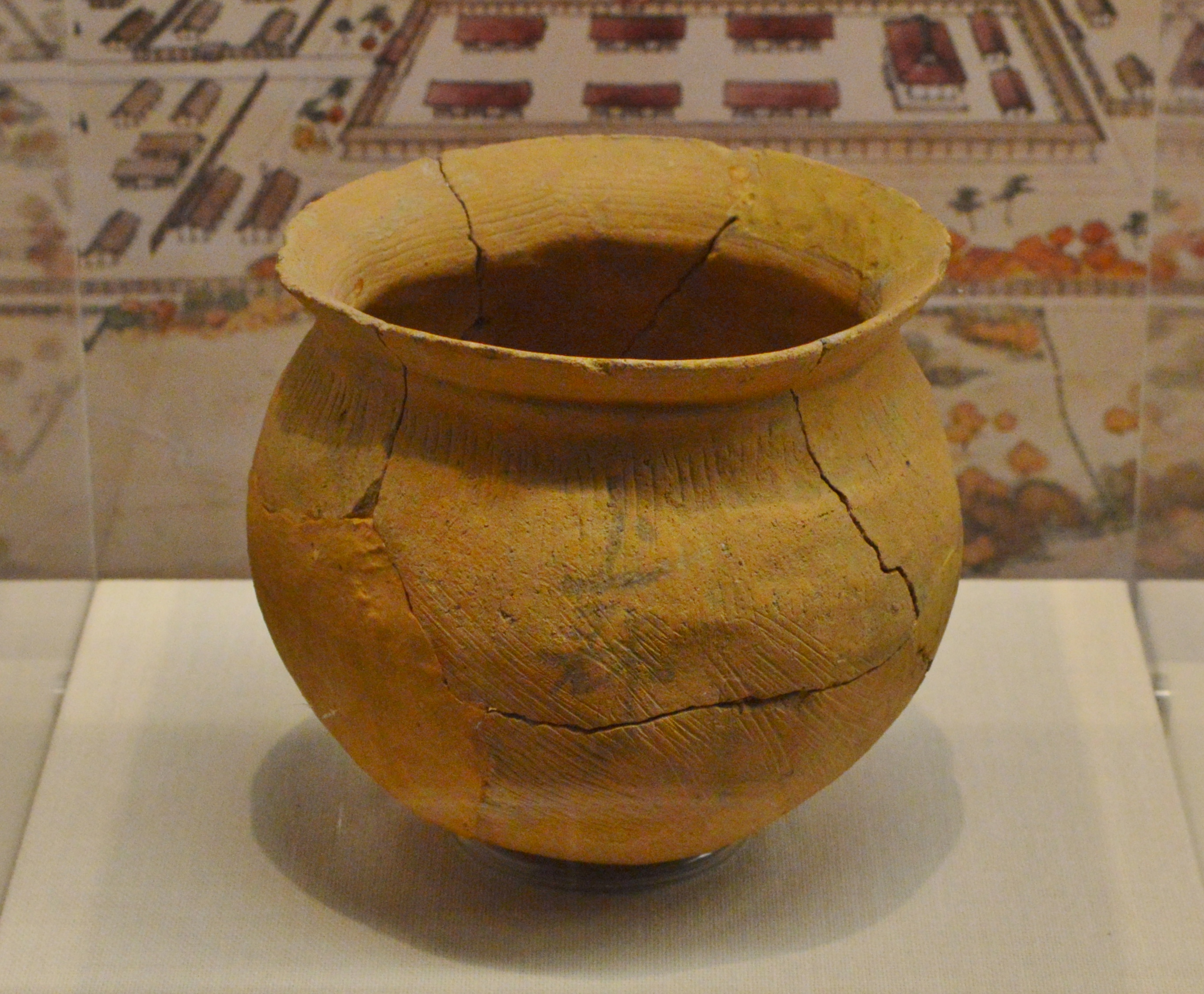
大阪府高槻市嶋上郡衙跡出土「上郡」墨書土器
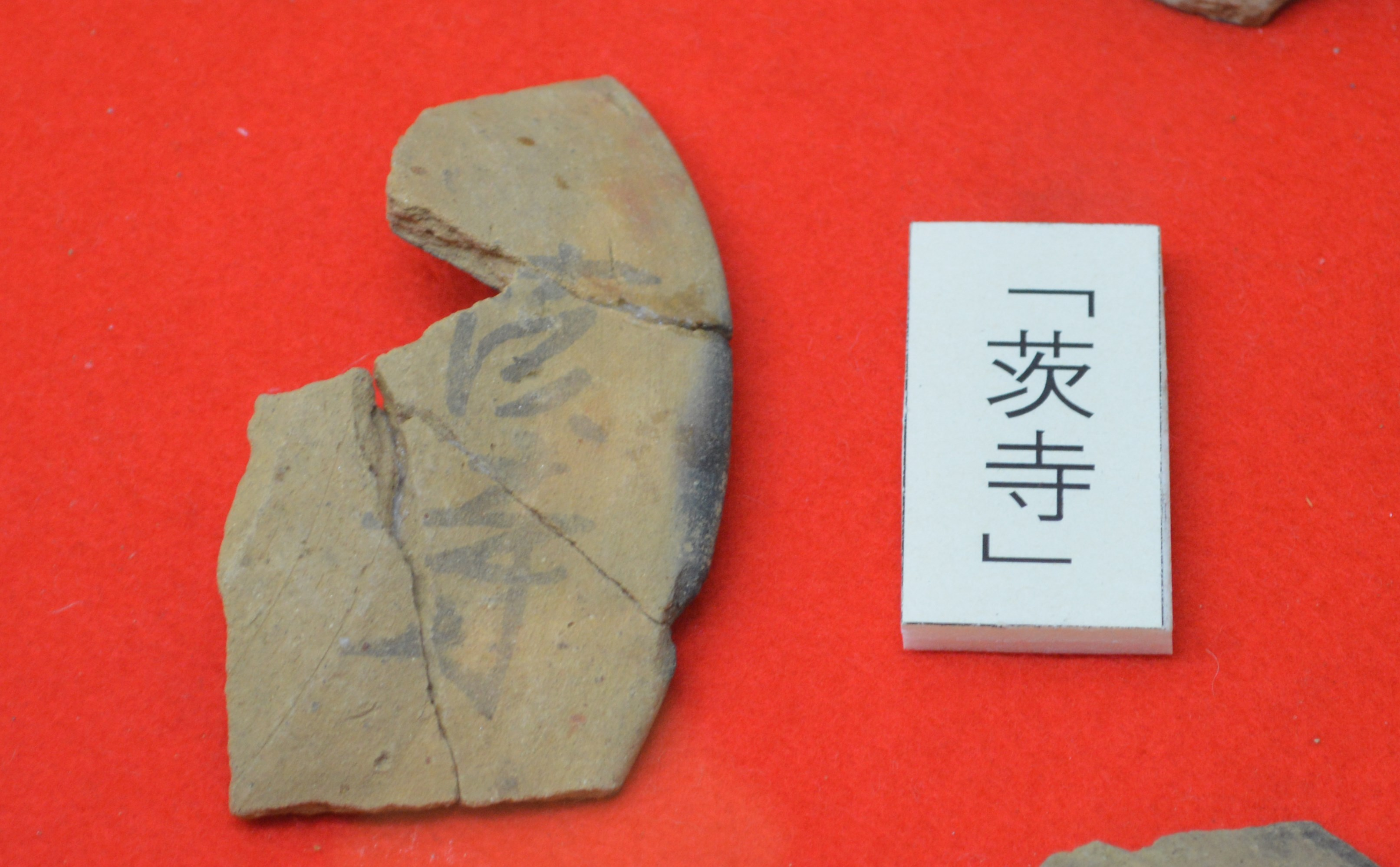
茨城県石岡市茨城廃寺跡出土「茨寺」墨書土器
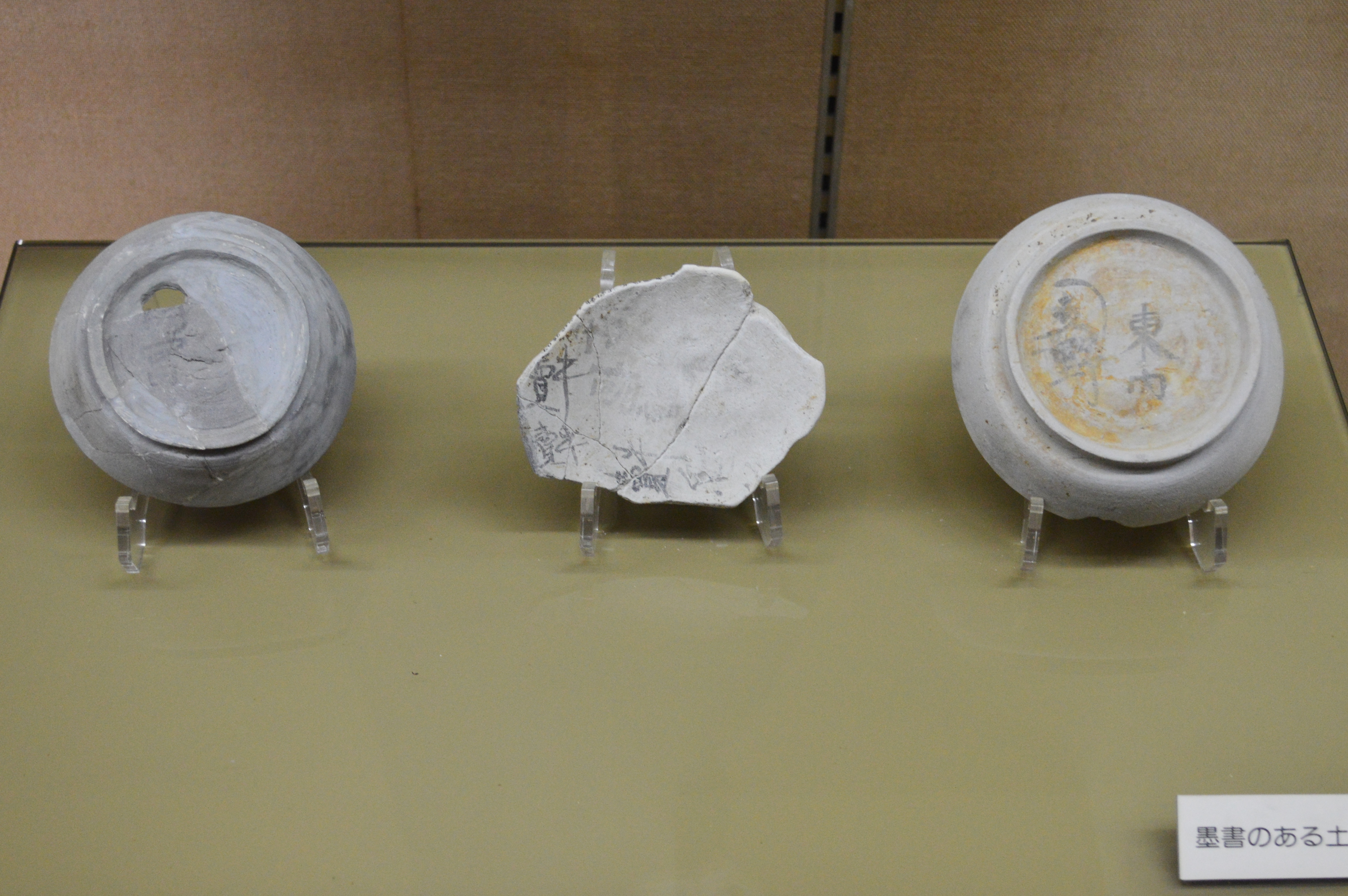
岐阜県大垣市美濃国分寺跡出土墨書土器
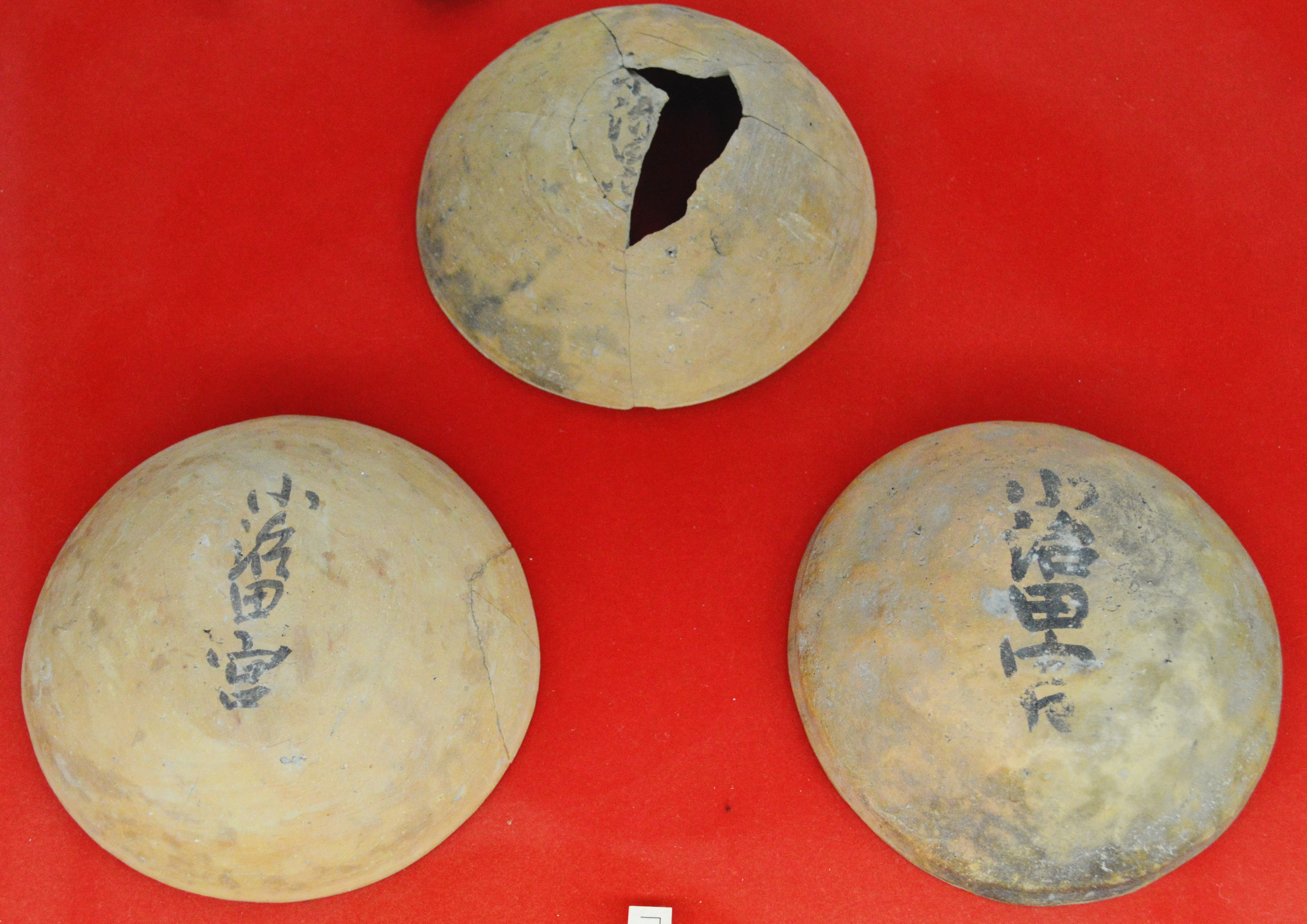
奈良県高市郡明日香村雷丘東方遺跡出土「小治田宮」墨書土器
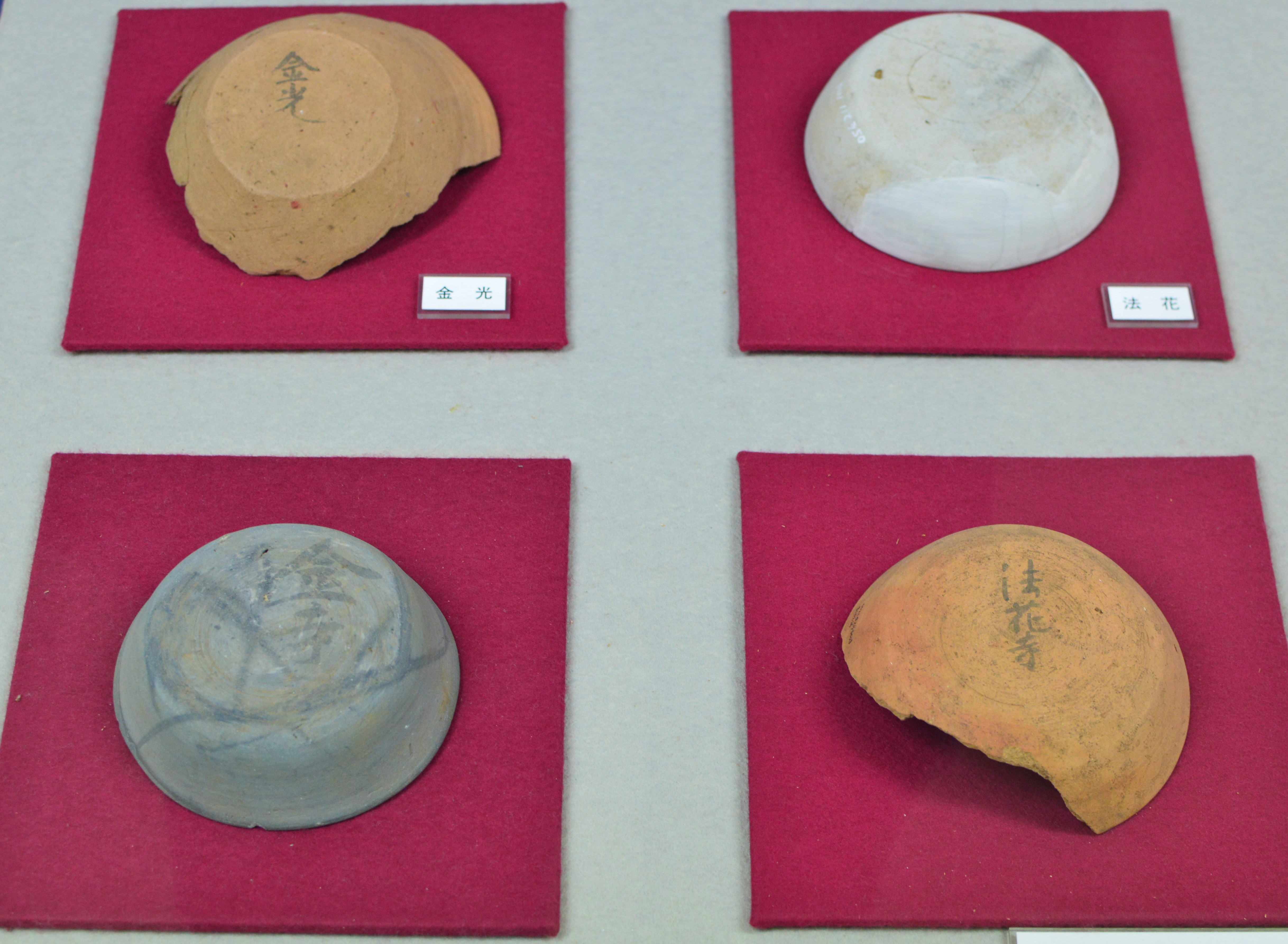
千葉県市原市上総国分寺跡・国分尼寺跡出土墨書土器